# マリエット・ダンギャン

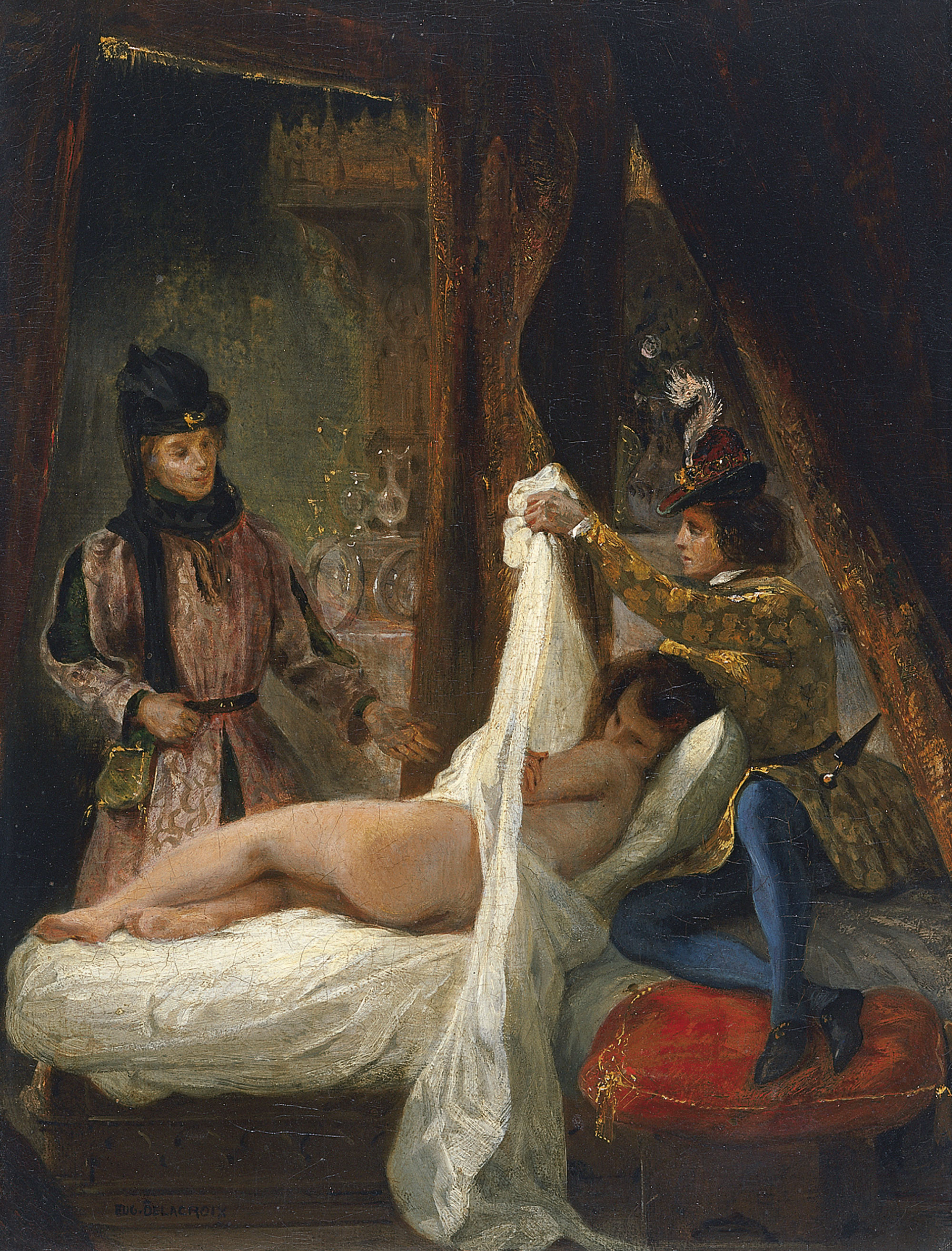
『妾を見せびらかすオルレアン公爵』、ウジェーヌ・ドラクロワ画、1825年頃、ティッセン＝ボルネミッサ美術館蔵の中で描かれたマリエットとオルレアン公ルイ

マリエット・ダンギャン（Mariette d'Enghien, 生没年不詳）は、15世紀初頭、ヴァロワ朝時代フランスの貴族女性、公妾。
モンス城代を務めたジャック・ダンギャン（Jacques d'Enghien）の娘で、出生時の名前はヨランド・ダンギャン（Yolande d'Enghien）といった。祖父や伯父からウィエジュ（Wiège）とファニョール（Fagnole）の所領を相続した。
1389年、フランス王シャルル6世に侍従として仕えるカニーの領主オーベール・ド・フラマン（Aubert Le Flamenc）と結婚した。シャルル6世の弟オルレアン公ルイの妾となり、1402年公爵の子ジャン・ド・デュノワを出産した（これが彼女の主な活動期となる）。没地はクレー（現オーヴェルニュ＝ローヌ＝アルプ地域圏イゼール県グルノーブル郡）。

## 引用・脚注
1. ↑  Emery 2016, p. 246 fn3.
2. ↑  Sowerby & Hennings 2017, p. 86.